# Wilhelm Christoph Kriegsmann

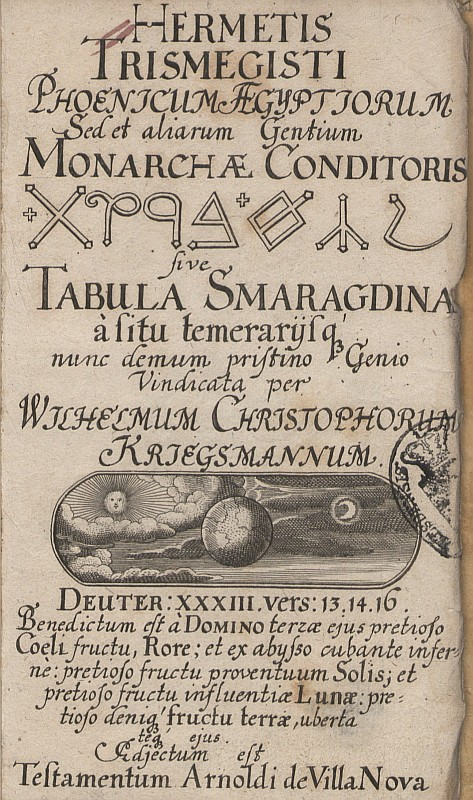
Titelblatt einer Abhandlung über die Tabula Smaragdina von 1657

Wilhelm Christoph Kriegsmann (* 1633 in Barchfeld; † 29. September 1679 in Mannheim) war ein Kammerrat in Darmstadt, Pietist und Autor hermetischer Schriften.
Kriegsmann war ein Sohn des Amtsverwalters Alexander Veit Kriegsmann. Er studierte von 1650 an in Jena und ab 1653 in Helmstedt. Er besuchte Speners Frankfurter Collegium pietatis und war mit Johann Winckler befreundet.
Kriegsmann war in die Auseinandersetzung über die Darmstädter Konventikel involviert. Er hatte die pietistischen Konventikel verteidigt mit dem Argument, dass ja offensichtlich Christus selbst Zusammenkünfte außerhalb des Tempels abgehalten und insofern gutgeheißen hätte. Daraufhin wurde von der kirchlichen Obrigkeit ein gegen ihn gerichtetes Gutachten angefordert, das von dem Darmstädter Superintendenten Balthasar Mentzer erstellt wurde.

## Schriften
- Symphonesis Christianorum oder Tractat von den einzelen und Privat-Zusammenkunfften der Christen, welche Christus neben den Gemeinen oder kirchlichen Versammlungen zu halten eingesetzt. Leipzig 1689.
- Conjectaneorum de Germanicae gentis origine [...] liber unus. Tübingen 1684. Digitalisat.
- Theopraxia oder evangelische Ubung des Christenthums. Darmstadt 1681.
- Qabbālā oder: die wahre und richtige Cabalah. Frankfurt & Leipzig, 1774. Nachdruck 1992 Digitalisat.
- Pantosophiae sacro-profanae a Raymundo Lullio in artem redactae nunc elimatae ac locupletatae tabula cum synoptica in eandem introductione. Speyer 1670. Digitalisat
- Taaut Oder Außlegung der Chymischen Zeichen damit die Metallen und andere Sachen von Alters her bemerckt werden. Götze, Frankfurt 1665.
- Hermetis Trismegisti Phoenicum, Aegyptorum, sed et aliarum gentium monarchae conditoris 𐤋𐤅𐤇 𐤁𐤓𐤒𐤕 sive Tabula Smaragdina. 1657.
- De attrito per papas imperio deque pontificatu ab Imp[eratore] Caesare ecclesiae reique publicae causâ capessendo. s. l. 1671 Digitalisat.